# سابورية

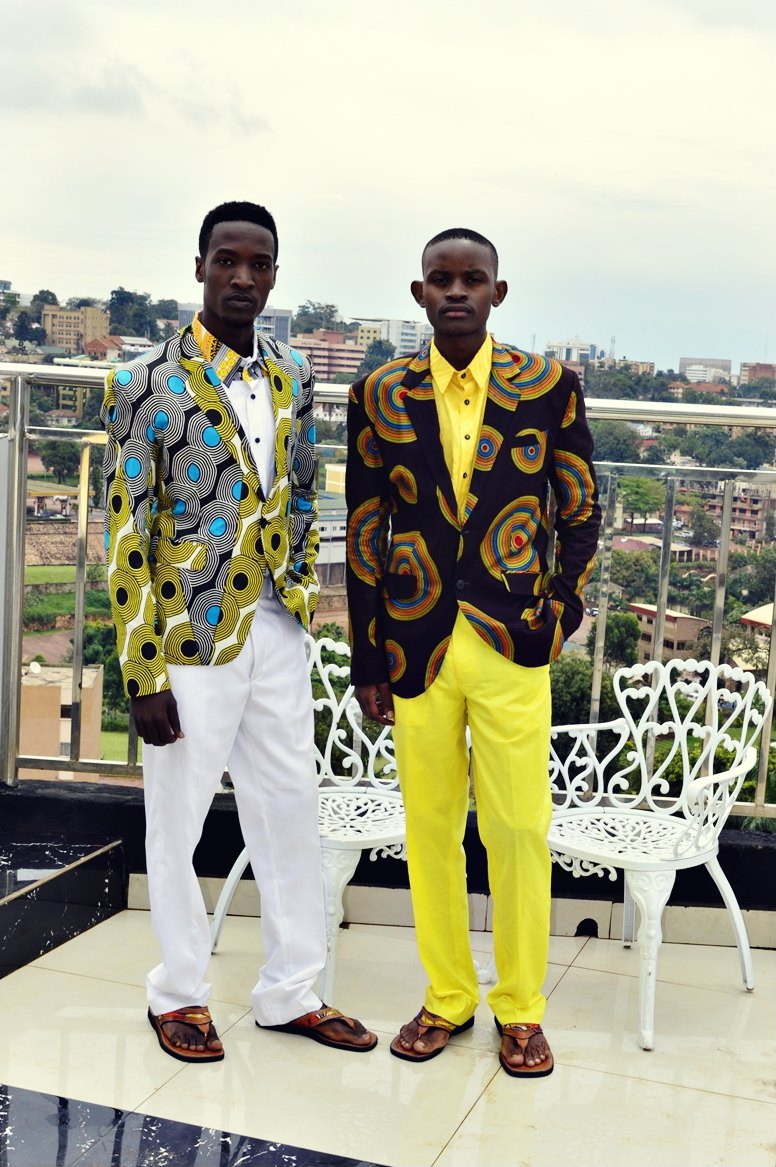
سابوريان

السابورية أسلوب في اللباس بدأ في برازافيل بالكونغو مأخوذ من أسلوب الداندي وهم جماعة في أوروبا من الطبقة الوسطى تحاكي أسلوب لباس الأرسطقراطية والسابورية تعبر عن تناقض بين اللباس والبيئة والكلمة فرنسية من سابور وهو المنسوب إلى ساب وهي مركبة من الحروف الأولى للفظ سوسيتي دي أمبيانسوير إي دي بيرسون إلغانت جمعية المنشطين والأشخاص الأنيقين وكلمة ساب تعني أيضا اللباس بالفرنسية. 